# Castanopsis symmetricupulata
Castanopsis symmetricupulata là một loài thực vật có hoa trong họ Fagaceae. Loài này được Luong mô tả khoa học đầu tiên năm 1965.